# Сахиль (регион, Сомалиленд)
Сахиль (сомал. Saaxil, араб. ساحل‎) — административный район (гобол) на севере Сомалиленда. Административный центр — портовый город Бербера. Регион граничит с Аудалем на северо-западе, Северо-Западной провинцией на юго-западе, Тогдером на юге и Санагом на востоке. На севере Сахиль омывается Аденским заливом.

## История
Сахиль был отделён от Северо-Западной провинции и стал отдельной административной единицей в 1991 году. В 1998 году район Ших провинции Тогдер был включен в состав Сахиля. В соответствии с Законом о местной автономии 2002 года регион позиционировался как один из шести регионов, составляющих Сомалиленд.

## Районы
Регион делится на следующие два района:
| Район   | Административный центр | Комментарии                       | Расположение |
| ------- | ---------------------- | --------------------------------- | ------------ |
| Бербера | Бербера                | Административный центр как района |              |
| Ших     | Ших                    |                                   |              |

## Крупные города
- Абдал
- Булхар
- Хагал
- Карин
- Сияра
- Эль-Ших
- Эль-Дарад